# Шательро
Шательро́ (фр. Châtellerault) — город во французском департаменте Вьенна, в административном регионе Пуату-Шаранта, севернее Пуатье, на пересечении исторической дороги из Парижа в Бордо с рекой Вьенна, которая отсюда становится судоходной. Население — 31 902 жителей (2011).
Возник вокруг основанного местным виконтом в 952 году замка, который дал название всему городу. В Средние века титул виконта де Шательро принадлежал Лузиньянам и Ларошфуко. Франциск I возвел графство Шательро в герцогство и отдал коннетаблю Карлу Бурбонскому. После смерти Луизы Савойской оно было присоединено к французской короне. Впоследствии герцогский титул носили шотландец Джеймс Гамильтон и королевская дочь Диана де Шательро.
С XIV века Шательро — один из главных во Франции центров оружейного дела. В 1819 году был основан Государственный арсенал в Шательро.
Достопримечательности — музей автомобилей, ренессансный мост Генриха IV (1575—1611) и особняк XVI века, в котором провёл детские годы философ Декарт.